# Klenik, Pivka
Klenik je naselje v Občini Pivka.